# Francesco Redenti
Francesco Redenti, all'anagrafe Cesare Vienna (Correggio, 1820 – Torino, 1876), è stato un disegnatore e pittore italiano noto come "il caricaturista delle barricate".

## Biografia
Nato da genitori ebrei con il nome Cesare Vienna, prese il nome Francesco Saverio Luigi Redenti dopo essersi convertito al cattolicesimo. Nel 1848 partecipò alle Cinque giornate di Milano, durante le quali affisse alle mura della città le sue prime tavole satiriche: per questo fu chiamato "il caricaturista delle barricate". Dopo l'armistizio di Salasco fu costretto a rifugiarsi a Torino, dove collaborò alla rivista satirica Il Fischietto, soprattutto con caricature di Cavour e disegni antiaustriaci, che gli procurarono diversi guai con la censura.
Nel 1855 divenne direttore della rivista. Fu l'ideatore dell'edizione francese (stampata però a Torino), chiamata prima Le Père Siffleur e successivamente Le Sifflet. Portò al Fischietto anche il giovane e brillante cognato Ippolito Virginio. Collaborò anche con la rivista milanese Il Pungolo e con Il Buonumore, uscito a Torino nel 1864-65. Fu anche pittore; il Museo il Correggio nella sua città natale ospita alcune sue opere.

## Opere

### Vignetta sulla situazione politica italiana
La vignetta rappresenta la situazione politica italiana del 1857. Redenti usa i personaggi del celebre romanzo I promessi sposi di Alessandro Manzoni, partendo da sinistra sono raffigurati: Napoleone III (nelle vesti di don Rodrigo), Cavour (come don Abbondio), la personificazione del Piemonte o Regno delle due Sicilie (come Renzo) e la personificazione dell'Italia (come Lucia). Nella vignetta il Piemonte chiede a Cavour sul perché l'Italia non sia ancora unificata, Cavour risponde che il motivo è Napoleone III. 

Renzo: «Ma, signor don Abbondio, avevate pure promesso di maritarci: perché dunque...»                                                                          Don Abbondio: «Perché.... perché.... insomma.... don Rodrigo non vuole.»   